# Vạn Hải Phong
Vạn Hải Phong (25 tháng 9 năm 1920 – 31 tháng 3 năm 2023) là sĩ quan quân đội người Trung Quốc. Tháng 9 năm 1988, ông được phong quân hàm Thượng tướng.
Vạn Hải Phong sinh ra ở huyện Quang Sơn, tỉnh Hà Nam. Ông tham gia Hồng quân khi mới 13 tuổi và gia nhập Đảng Cộng sản Trung Quốc ở tuổi 17. Ông chiến đấu trong Chiến tranh Trung-Nhật lần thứ hai, Nội chiến Trung Quốc và Chiến tranh Triều Tiên.
Ông là Ủy viên Ban Chấp hành Trung ương Đảng Cộng sản Trung Quốc khóa XII và Ủy viên Ủy ban Cố vấn Trung ương. Ông là đại biểu dự Đại hội đại biểu toàn quốc Đảng Cộng sản Trung Quốc lần thứ XIII. Ông là đại biểu Quốc hội khóa V và VII.
Ông qua đời ở tuổi 102 vào ngày 31 tháng 3 năm 2023.

## Tiểu sử
Vạn Hải Phong tên thật là Mao Đầu sinh tháng 9 năm 1920 trong một gia đình có nền nông nghiệp tại huyện Quang Sơn, tỉnh Hà Nam. Ông là con thứ ba của Vạn Điền Nhuận và Tiêu thị. Vạn Hải Phong có hai chị. Mẹ của ông qua đời khi ông 3 tuổi.
Ông là tiểu đội trưởng ở Quân đoàn 28 trong cuộc chiến tranh cách mạng quốc nội lần thứ hai (1927). Ông tham gia chiến tranh du kích Hồ Bắc-Hà Nam-An Huy.
Tháng 7 năm 1933, ông tham gia Hồng quân. Cấp trên của ông là Cao Kính Đình đặt tên ông là Vạn Hải Phong. Năm 1935, ông gia nhập Đoàn Thanh niên Cộng sản Trung Quốc. Tháng 10 năm 1937, ông gia nhập Đảng Cộng sản Trung Quốc.
Năm 1949, ông tham gia Trận Mạnh Lương Cố, Chiến dịch Hoài Hải và Chiến dịch Độ Giang do Lưu Bá Thừa và Đặng Tiểu Bình lãnh đạo ở miền Đông Trung Quốc.
Năm 1952, sau khi Chiến tranh Triều Tiên bùng nổ, chính phủ Trung Quốc ủy nhiệm ông là Phó Sư đoàn trưởng thuộc Chí nguyện quân Nhân dân Trung Quốc. Năm 1955, ông trở về Trung Quốc và được phong quân hàm Đại tá.
Năm 1955, Vạn Hải Phong vào Đại học Quốc phòng PLA, nơi ông tốt nghiệp năm 1959. Sau khi tốt nghiệp, ông được bổ nhiệm làm Sư đoàn trưởng Lục quân. Tháng 5 năm 1972, ông được thăng chức lên vị trí Phó Tư lệnh Quân khu Bắc Kinh và giữ chức vụ đó đến tháng 10 năm 1975, khi ông được bổ nhiệm làm Phó Chính ủy Quân khu, Ủy viên Thường vụ Đảng ủy Quân khu Bắc Kinh. Ông chỉ huy các binh sĩ tham gia công tác cứu trợ trận động đất Đường Sơn. Tháng 10 năm 1982, ông được bổ nhiệm giữ chức Chính ủy Quân khu Thành Đô, một vị trí ông giữ đến tháng 4 năm 1990. Tháng 9 năm 1988, ông được phong quân hàm Thượng tướng. Tháng 9 năm 1998, ông nghỉ hưu.
Ngày 2 tháng 9 năm 2015, ông được thuê làm Chủ tịch danh dự Trường Hồng quân ở Nghi Xương, tỉnh Hồ Bắc.

## Đời sống cá nhân
Đầu năm 1943, Vạn Hải Phong gặp Triệu Chính, khi bà là bác sĩ phẫu thuật. Lễ cưới của họ được tổ chức vào tháng 10 cùng năm ấy. Đôi vợ chồng có bốn người con.
Vợ của ông qua đời vào ngày 16 tháng 9 năm 2019, hưởng thọ 96 tuổi.

## Phần thưởng
- Huân chương Bát Nhất hạng Ba
- Huân chương Độc lập và Tự do hạng Nhì
- Huân chương Giải phóng hạng Nhì